# Trick (film 1999)
Trick è un film del 1999 diretto da Jim Fall. Il film è una commedia romantica indipendente a tematica gay interpretata da Christian Campbell, John Paul Pitoc e Tori Spelling.

## Trama
Gabriel è un ragazzo timido ed impacciato, aspirante compositore di musical, aiutato dall'amica del cuore, l'aspirante attrice Katherine. Lontano dagli ambienti gay, Gabriel vive una vita con poche emozioni, costretto a condividere l'appartamento con l'amico eterosessuale Rich, che spesso lo sbatte gentilmente fuori di casa per stare da solo con la sua fidanzata. Una sera, Gabriel decide di andare in un locale gay dove incrocia lo sguardo con un aitante go-go boy, di rientro dalla serata lo incontra in metropolitana, e dopo una serie di scambi di sguardi i due fanno conoscenza.
Mark, così si chiama il ragazzo, vorrebbe trovare un posto tranquillo dove fare del sesso occasionale. Una serie di imprevisti mettono i bastoni tra le ruote ai progetti di Gabriel e Mark, la presenza invadente di Katherine, l'appartamento perennemente occupato dal coinquilino e dalla fidanzata. A Gabriel viene in mente che potrebbero usare l'appartamento dell'amico Perry, ma rimangono coinvolti nelle sue beghe sentimentali, per i due ragazzi non sembra esserci pace, così decidono di andare a ballare in una discoteca gay. Nei bagni del locale, Gabriel viene avvicinato da una maligna drag queen che lo mette in guardia da Mark, descrivendolo come un ragazzo superficiale e collezionista di conquiste, che quando si erano frequentati gli aveva dato il numero di telefono sbagliato per non farsi rintracciare, uscito dal bagno vede Mark tra le braccia di un altro, e se ne va.
Mark, allora lo raggiunge al suo appartamento e discutono, Mark rimprovera Gabriel di non aver capito che il loro rapporto stava andando al di là del semplice sesso occasionale e che si è fidato delle dicerie di quella drag queen. Mark se ne va sconsolato, ma Gabriel gli corre incontro per fermarlo. Ormai è l'alba, e dopo una lunga notte i due possono scambiarsi finalmente il primo bacio, dopo di che Mark scrive sulla mano di Gabriel il suo numero di telefono e se ne va, Gabriel allora gli telefona subito e quando si rende conto che il numero è esatto, capisce che è l'inizio di qualcosa di nuovo e bello.

## Distribuzione
Il film è stato presentato in anteprima 27 gennaio 1999 al Sundance Film Festival per poi essere distribuito nelle sale statunitensi il 23 luglio 1999. È stato inoltre presentato ad altri festival cinematografici internazionali, tra cui Torino Film Festival e Festival di Berlino.

## Colonna sonora
1. Dream Weaver (Gary Wright) - Erin Hamilton
2. Unspeakable Joy (Kim English; Maurice Joshua) - Kim English
3. Brand New Lover (Alfred Hochstrasser; J. Parzen; Michael Momm) - Bibiche
4. I Am Woman (Razor N' Guido Mix)" (Helen Reddy; Ray Burton) - Jessica Williams
5. Someone to Hold (Harvey L. Frierson, Jr.; Veronica) - Veronica
6. Drama (Peter Rauhofer) - Kim Cooper
7. Maybe (Love'll Make Sense to Me) (Jeff Krassner; S. Faber) - Jeff Krassner
8. Enter You (Jason Schafer) - Tori Spelling
9. ¿Como Te Gusta Mi Pinga? (A. Chapman) - Steve Hayes
10. I Am Woman (Dance Mix) (Helen Reddy; Ray Burton) - Jessica Williams
11. Trick of Fate/Enter You (Finale) [Instrumental] (Jason Schafer)
12. Trick of Fate (David Friedman) - Valerie Pinkston

## Premi e riconoscimenti
- Festival di Berlino 1999
  - Siegessäule Reader Award
- L.A. Outfest 1999
  - Miglior talento emergente (Jim Fall)
- Satellite Awards 2000
  - Nomination Miglior attrice non protagonista in film commedia o musicale (Tori Spelling)
- Sundance Film Festival 1999
  - Nomination Gran Premio della Giuria